# カーニバル・オブ・ライト
『カーニバル・オブ・ライト』(Carnival of Light)は、イギリスのロックバンド、ライドの3rdアルバム。1994年6月20日にクリエイションよりリリース。それまでのシューゲイザー的サウンドは薄れ、よりトラッド色の強いロックを展開した。全英5位を記録。2001年にリマスターされ、ボーナス・トラックを収録しリイシュー。

## 収録曲
1. ムーンライト・メディシン "Moonlight Medicine" （作詞作曲：マーク・ガードナー） - 6:49
2. 1000マイルズ "1000 Miles" （作詞作曲：ガードナー） - 5:00
3. フロム・タイム・トゥ・タイム "From Time to Time" （作詞：ガードナー 作曲：ガードナー、スティーヴ・コルバート） - 5:05
4. ナチュラル・グレイス "Natural Grace" （作詞作曲：ローレンス・コルバート） - 4:40
5. オンリー・ナウ "Only Now" （作詞：ガードナー、ジャック・ライリー 作曲：ガードナー）- 4:25
6. バードマン "Birdman" （作詞作曲：ベル） - 6:39
7. クラウン・オブ・クリエイション "Crown of Creation" （作詞作曲：ベル） - 4:41
8. ハウ・ダズ・イット・フィール・トゥ・フィール "How Does It Feel to Feel?" （作詞作曲：エディ・フィリップス、ボブ・ガードナー） - 3:40
9. エンドレス・ロード "Endless Road" （作詞作曲：ベル） - 3:30
10. マジカル・スプリング "Magical Spring" （作詞作曲：ベル） - 4:25
11. ローリング・サンダー "Rolling Thunder" （作曲：ベル） - 2:08
12. アイ・ドント・ノウ・ホウェア・イット・カムズ・フロム "I Don't Know Where It Comes From" （作詞作曲：ベル） - 5:32

### リイシュー盤ボーナス・トラック
1. "Don't Let It Die" （作詞作曲：ガードナー） - 3:12
2. "Let's Get Lost" （作詞作曲：ベル）- 3:56
3. "At the End of the Univese" （作曲：ライド）- 7:55

## 参加ミュージシャン
- マーク・ガードナー - ボーカル、ギター、タンブーラ（英語版）
- アンディ・ベル - ボーカル、ギター、ピアノ、ハモンド・オルガン
- スティーヴ・ケラルト - ベースギター、ピアノ
- ローレンス・コルバート - ドラムス、パーカッション